# Sint-Mattheüskerk (Hulshout)

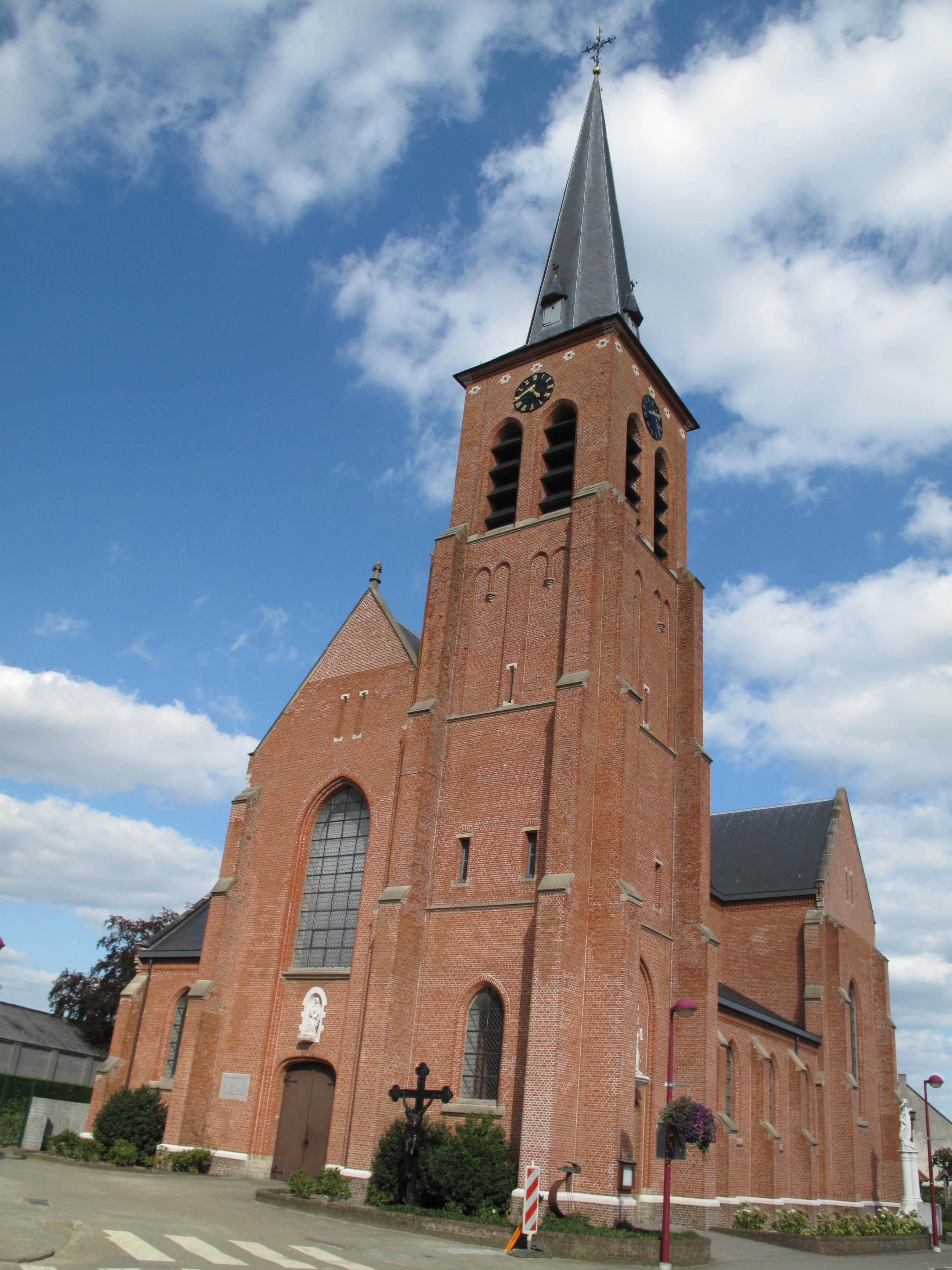
Sint-Mattheüskerk

De Sint-Mattheüskerk is de parochiekerk van de Antwerpse plaats Hulshout, gelegen aan de Grote Baan.

## Geschiedenis
Hoewel de parochie een hoge ouderdom heeft is over de vroegste geschiedenis ervan weinig bekend. Begin 16e eeuw was er sprake van een kerk met een toren, waarvan het schip in zeer slechte staat was en dat gedekt werd door een strodak. In 1524 bouwde men een nieuw schip, met behoud van originele toren en koor. Deze kerk werd opgetrokken in voornamelijk ijzerzandsteen. De kerk stond ten noorden van de pastorie. Begin 20e eeuw werd deze kerk gesloopt.
Ondertussen werd ten zuidwesten van de pastorie een nieuwe kerk gebouwd naar ontwerp van Pieter Jozef Taeymans, in neogotische stijl. De preekstoel en de communiebank van de oude kerk werden verkocht aan het Museum voor Oudheden, het latere Museum Vleeshuis.
Ten noorden van de kerk ligt een pastorietuin.

## Gebouw
Het betreft een georiënteerde bakstenen kruisbasiliek met een op de zuidwesthoek ingebouwde toren, welke vier geledingen en een ingesnoerde naaldspits bezit. Boven de toegangsdeur bevindt zich een Mariabeeld in een nis.

## Interieur
Het kerkinterieur wordt overkluisd door kruisrobgewelven en het driezijdig afgesloten koor door een straalgewelf.
Het neogotisch hoofdaltaar heeft een gepolychromeerd passieretabel van omstreeks 1520. Ook het neogotisch zuidelijk zijaltaar, gewijd aan Sint-Mattheüs, heeft een gepolychromeerd retabel uit het 2e kwart van de 16e eeuw, gewijd aan deze evangelist. Het overig meubilair is voornamelijk neogotisch uit de 19e en 20e eeuw.